# Lisankhu
Lisankhu (en népalais : लिसंखु) est un comité de développement villageois du Népal situé dans le district de Sindhulpalchok. Au recensement de 2011, il comptait 3 774 habitants.